# Ель-Аїн
Ель-Аїн (араб. العين) — місто в Тунісі. Входить до складу вілаєту Сфакс. Знаходиться за 4,5 км на захід від міста Сфакс. Станом на 2004 рік тут проживало 38 250 осіб.